# Bakovci
Bakovci este o localitate din comuna Murska Sobota, Slovenia, cu o populație de 1.581 de locuitori.